# Kanton Montélimar-2
Montélimar-2 is een kanton van het Franse departement Drôme. Het kanton maakt sinds februari 2006 deel uit van het arrondissement Nyons, daarvoor behoorde het tot het arrondissement Valence.

## Gemeenten
Het kanton Montélimar-2 omvatte tot 2014 de volgende 10 gemeenten:
- Allan
- Châteauneuf-du-Rhône
- Espeluche
- La Touche
- Malataverne
- Montboucher-sur-Jabron
- Montélimar (deels, hoofdplaats)
- Portes-en-Valdaine
- Puygiron
- Rochefort-en-Valdaine

Na de herindeling van de kantons bij decreet van 20 februari 2014, met uitwerking op 22 maart 2015 omvat het kanton de volgende gemeenten :
- Allan
- Châteauneuf-du-Rhône
- Espeluche
- Montboucher-sur-Jabron
- Montélimar (hoofdplaats) (zuidelijk deel)